# Ан-2М
Ан-2М — модернізований сільськогосподарський і транспортний літак. Відрізнявся відсутністю другого управління, збільшеним вертикальним оперенням, подовженним фюзеляжем, допрацьованим капотом двигуна.

## Опис
На початку 60-х років у СРСР спостерігалося стрімке зростання сільського господарства. Виникла необхідність в новому спеціалізованому літаку для авіахімробіт. Його було вирішено розробити на базі Ан-2СХ.
Проєкт був розроблений в 1963 році.  На початку 1964, з двох серійних Ан-2, було перероблено два прототипи Ан-2М. Вони відрізнялися від серійного новими двигунами АШ-62М з реверсивним гвинтом АВ-2-02, склопластиковими баками для хімікатів місткістю 1960 л, новою сільськогосподарською апаратурою[уточнити] і мали коробку приводів для відбору потужності двигуна. Також другий прототип мав хвостове оперення збільшеної площі.
Перший політ Ан-2М зробив 20 травня 1964 року, за його штурвалом знаходився льотчик-випробувач І.Є.Давидов. За підсумками державних випробувань, що завершилися в жовтні 1964 року, був зроблений висновок, що збільшення площі горизонтального оперення не дає істотних переваг. Тому в серію було вирішено запустити літак зі стандартним горизонтальним оперенням, але зі збільшеним кілем. У січні 1965 року був виділений завод № 464, в Долгопрудному, для серійного виробництва літака. У квітні 1966 року були зібрані перші 5 серійних Ан-2М. Виробництво продовжувалося до 1971 року. Всього виготовлено 506 літаків Ан-2М. Вони експлуатувалися до грудня 1985 року.

## Технічні характеристики
Джерело: 
Основні характеристики
- Екіпаж: 1 чоловік
- Вантажопідйомність: 2000 кг
- Довжина:
- Висота: 4,68 м
- Розмах крила: 18,17 м (верхнє), 14,23 м (нижнє)

- Площа крила: 71,52 м
- Нормальна злітна маса: 5250 кг
- Максимальна злітна маса: 5500 кг
- Маса палива у внутрішніх баках: 900 кг
- Силова установка: 1 × Поршневий АШ-62М  1000 к.с. ( 735 кВт)
- Повітряний гвинт: АВ-2-02
- Діаметр гвинта: 3,60 м

Льотні характеристики
- Крейсерська швидкість: 140—160 км/год
- Перегінна дальність: 600 км
- Довжина розгону: 205 м
- Довжина пробігу: 200 м

## Катастрофи
За даними на  лютий 2011 року було втрачено 5 літаки типу Ан-2М .
| Дата     | Бортовий номер | Місце катастрофи                | Жертви | Короткий опис                                                                                                  |
| -------- | -------------- | ------------------------------- | ------ | --- |
| 4.10.68  | 635            | Н.д.                            | Н.д.   | Розбився. |
| 1968     | 636            | Н.д.                            | Н.д.   | Розбився. |
| 03.07.79 | CCCP-02330     | Красная Поляна                  | Н.д.   | Літак зіткнувся із стовпом лінії електропередач під час обприскування сільськогосподарських культур.           |
| 06.05.84 | CCCP-05918     | Неподалік від села Старе Жуково | Н.д.   | Під час польоту стерно висоти відхилився максимально вгору, в результаті чого літак впав на землю і загорівся. |
| 06.04.93 | CCCP-13343     | Н.д.                            | Н.д.   | Розбився. |